# بوگای (شهرستان وژشنیا)
بوگای (به لهستانی:  Bugaj) یک روستا در لهستان است که در گمینا میووسواو واقع شده‌است. بوگای ۲۲ نفر جمعیت دارد.